# Reinhold Koenenkamp
Reinhold Adolf Oscar Koenenkamp (* 18. Juli 1883 in Danzig, Provinz Westpreußen; † 3. November 1962 in Büchen, Schleswig-Holstein) war ein deutscher Konzertsänger (Tenor), Chorleiter, Gesangslehrer, Musikkritiker und Komponist.

## Leben
Der Vater Emil Koenkamp führte ein Geschäft für Industriewaren und Tapeten in der Langgasse 15 in Danzig. Reinhold Koenenkamp besuchte das Königliche Real-Gymnasium, das er 1903 beendete. Er erhielt privaten Gesangsunterunterricht bei Max Hesse sowie Orgelunterricht bei Franz Joetze. Seit 1904 studierte er Gesang an der Hochschule für Musik in Charlottenburg bei Max Stange, dessen Tochter Ursula er 1907 heiratete.
Seit 1908 trat Reinhold Konenkamp als Solist in verschiedenen Chorwerken der Danziger Singakademie auf, sowie als Liedsänger, teilweise begleitet von seiner Frau Ursula. 1916 übernahm er die Leitung des städtischen Chores Melodia in Danzig (der 1925 zum Domchor umgewandelt wurde). 1920 gründete er den gemischten Chor A capella, mit dem er vor allem Werke des 16. und 17, Jahrhunderts aufführte. 1929 gründete Reinhold Koenenkamp die traditionsreiche Danziger Singakademie neu, die 1925 aufgelöst worden war.
1933 gründete er außerdem das Koenenkamp-Quartett mit weiteren Sängern. In den folgenden Jahren war Reinhold Koenenkamp der wichtigste Chorleiter in Danzig. Er brachte mehrere größere Werke zur Aufführung, als größtes die Meistersänger von Nürnberg mit mehr als hundert Sängern in der Zoppoter Waldoper. Spätestens seit 1939 war er Kirchenmusikdirektor. Am 3. Februar 1938 beantragte er die Aufnahme in die NSDAP und wurde zum 1. Januar 1939 aufgenommen (Mitgliedsnummer 7.013.743).
Nach 1945 fand Reinhold Koenenkamp einen neuen Wirkungsort in Büchen im Kreis Lauenburg in Holstein. Dort leitete er einen Chor, in dem auch einige seiner bisherigen Danziger Sänger mitwirkten, und war als Musiklehrer an einer Volksschule tätig.  1962 starb er dort.
Reinhold Koenenkamp war mit Ursula Stange seit 1907 verheiratet. Ihr Sohn Jürgen Adalbert Koenenkamp (1913–1943) wurde U-Boot-Kapitänleutnant.

## Künstlerisches Wirken
Reinhold Koenenkamp leitete einige größere Chorwerke, wie die H Moll Messe und die Matthäuspassion von Bach, die Jahreszeiten von Haydn, das Deutsche Requiem von Brahms, sowie Die Meistersänger von Nürnberg von Wagner.
Er trat auch solistisch als Tenor auf, so mit dem kompletten Liederzyklus Die schöne Müllerin von Schubert 1921, sowie als Solist in verschiedenen Chorwerken.
Reinhold Koenenkamp komponierte zwei größere Werke für Chor und Orchester Vom Sinn des Seins (1940) und Vom Sinn des Lebens (1944), die er auch selber zur Aufführung brachte. Außerdem komponierte er einige Lieder. Alle seine Werke blieben ungedruckt, einige sind als Manuskript vorhanden.
Er schrieb auch Artikel für die Danziger Allgemeine Zeitung als Musikkritiker zwischen 1915 und 1933.

## Ehrungen
- spätestens 1939 Kirchenmusikdirektor[6]
- 1953 Lauenburgische Kreisplakette[7]
- 31. August 1954 Verdienstorden der Bundesrepublik Deutschland (Verdienstkreuz)